# Яр Фернатія
Яр Фернатія — річка в Україні, у Подільському районі Одеської області. Права притока Кодими (басейн Південного Бугу).

## Опис
Довжина річки приблизно 14,7 км.

## Розташування
Бере початок на південно-східній стороні від Петрівки. Тече переважно на південний схід через Стримбу і у селі Кармалюківка (колишнє Фернатія) впадає у річку Кодиму, праву притоку Південного Бугу.